# مانوئل هورنیگ
مانوئل هورنیگ (انگلیسی: Manuel Hornig؛ زادهٔ ۱۸ دسامبر ۱۹۸۲) بازیکن فوتبال اهل آلمان است.
از باشگاه‌هایی که در آن بازی کرده‌است می‌توان به باشگاه فوتبال کیکرز اوفنباخ، باشگاه فوتبال زاربروکن، باشگاه فوتبال کایزرسلاوترن، و باشگاه فوتبال آرمینیا بیله‌فلد اشاره کرد.